# Bernd Schmelzer
Bernd Schmelzer (* 23. Juli 1965 in Dortmund) ist ein deutscher Fußball- und Alpinsportkommentator, Journalist und Sachbuchautor.

## Karriere
Schmelzer wurde am 23. Juli 1965 in Dortmund geboren. Nach dem Abitur studierte er Journalistik, Politikwissenschaften und Medienrecht an der Ludwig-Maximilians-Universität München. Er absolvierte ein Volontariat bei der Augsburger Allgemeinen und der Allgäuer Zeitung.
Seit dem Jahr 1987 arbeitet er als freier Mitarbeiter für den Bayerischen Rundfunk, seit 1991 ist er als Kommentator für Fußball, Alpinsport und Eishockey bei der ARD beschäftigt, unter anderem bei der Sportschau. Vor Liveübertragungen, beispielsweise bei Länderspielen, sind vor dem Anpfiff Reportagen von ihm über verschiedene Themen bezüglich der Partie zu sehen. Auch für die Tagesschau hat er kurze Reportagen produziert. Nach Übertragungen und Veranstaltungen führt er auch mit den Sportlern Interviews.
Am 25. Oktober 2022 erschien seine Autobiografie Ja, was macht er denn da? im Egoth-Verlag. Gemeinsam mit der ehemaligen Fußballnationalspielerin Nia Künzer schrieb er das Sachbuch über Frauenfußball Warum Frauen den besseren Fußball spielen, das am 3. Juni 2023 anlässlich der Fußball-Weltmeisterschaft der Frauen 2023 erschien.